# Onafhankelijk Politiek Actief
Onafhankelijk Politiek Actief (OPA), voorheen en statutair nog steeds Ouderen Politiek Actief geheten, is een Nederlandse politieke partij.
De beweging werd op 15 september 2013 in Amsterdam door onder meer Dick Schouw, Hetty Jense en Olaf Tulen opgericht met als doel 'de ouderen in Nederland te bewegen zich in politiek opzicht actief en vooraanstaand te manifesteren' en richt zich op de gemeentelijke politiek.

## Partij
OPA is van mening dat ouderen te vaak gepasseerd worden vanwege hun leeftijd en wil daarom op lokaal niveau leeftijdsdiscriminatie tegengaan. Lokale politieke partijen kunnen zich, onder een eigen naam, aansluiten bij de beweging. Het secretariaat van Onafhankelijk Politiek Actief is gevestigd in Almere.

## Geschiedenis
Het initiatief voor de beweging was op gang gekomen nadat de landelijk opererende ouderenpartij 50PLUS had besloten om niet deel te nemen aan de gemeenteraadsverkiezingen van 19 maart 2014. Diverse initiatiefnemers waren ook actief voor 50PLUS; zo was voorzitter Schouw onder meer campagneleider voor deze partij bij de parlementsverkiezingen van 2012. De oprichtingsvergadering vond plaats in de woning van PvdA-gemeenteraadslid Luud Schimmelpennink, die daarop uit zijn partij werd gezet. Bij de oprichting waren er vier lokale partijen bij OPA aangesloten, te weten in de vier grootste steden van Nederland.
Toenmalig partijleider Henk Krol van 50PLUS zei daags na de oprichting van OPA het initiatief toe te juichen. OPA-oprichter Schouw werd echter op 20 september 2013, buiten medeweten van Krol, uit 50PLUS gezet. De kwestie bleek haar oorsprong te vinden in het ontstaan van OPA en leidde tot verdeeldheid binnen 50PLUS en later in het omzetten van het royement in een schorsing. In november 2013 werd de schorsing ook teruggedraaid.

### Zaak tegen Onafhankelijke Partij Alkmaar
De OPA in de gemeenteraad van Alkmaar is geen ouderenpartij, maar staat voor Onafhankelijke Partij Alkmaar, die sedert 2002 actief is in de raad. Toen deze partij de aanduiding 'Onafhankelijke Partij Alkmaar (OPA)' bij het centraal stembureau had laten registreren in verband met de komende gemeentelijke herindelingsverkiezing, ging Ouderen Politiek Actief hierop in beroep bij de Afdeling bestuursrechtspraak. De partij Ouderen Politiek Actief had haar aanduiding 'OPA' al op landelijk niveau bij de Kiesraad laten registreren, en was daarom van mening dat het centraal stembureau de eerstgenoemde aanduiding had moeten weigeren. De rechter ging hier niet in mee, en besloot dat beide aanduidingen naast elkaar kunnen bestaan.

## Verkiezingen

### Gemeentelijk
De landelijke partij deed in verschillende gemeenten mee met de gemeenteraadsverkiezingen van 2014, waarbij ze veertien zetels haalde. Er waren ook diverse lokale samenwerkingsverbanden; in Breda deed de partij bijvoorbeeld samen mee met Trots op Nederland, onder de naam TROTS/OPA, waar ze ook een zetel haalde. Bij de gemeenteraadsverkiezingen van 2018, waar 50PLUS ditmaal wél aan meedeed, behaalde de partij slechts twee zetels; ook TROTS/OPA verloor haar zetel. 50PLUS behaalde er 33.
De partij deed niet meer op landelijk niveau mee met de gemeenteraadsverkiezingen van 2022, al gingen sommige lokale partijen en samenwerkingsverbanden wel door onder de oude naam, bijvoorbeeld AP/OPA (Almere Partij / Onafhankelijk Politiek Actief) in Almere, die bij deze verkiezingen een zetel behaalde. Andere lokale partijen gingen verder met een gewijzigde naam, zoals Samen Politiek Actief (SPA) in Sittard-Geleen. In januari 2024 werd OPA uit de naam van de Almeerse fractie verwijderd, waarmee OPA haar laatste vertegenwoordiging verloor.
| Gemeente         | 2014   | 2018   | 2022   |
| ---------------- | ------ | ------ | ------ |
| Albrandswaard    | 3 / 21 | -      | -      |
| Almere           | 1 / 39 | 1 / 45 | 1 / 45 |
| Amersfoort       | 1 / 39 | -      | -      |
| Apeldoorn        | 0 / 39 | -      | -      |
| Breda            | 1 / 39 | 0 / 39 | -      |
| Borsele          | 1 / 19 | 1 / 19 | -      |
| Den Haag         | 0 / 45 | -      | -      |
| Dronten          | 0 / 27 | -      | -      |
| Eindhoven        | 0 / 45 | -      | -      |
| Enschede         | 1 / 39 | 0 / 39 | -      |
| Gouda            | 0 / 35 | -      | -      |
| Haarlem          | 0 / 39 | -      | -      |
| Harlingen        | 1 / 17 | -      | -      |
| 's-Hertogenbosch | 0 / 39 | -      | -      |
| Katwijk          | 0 / 33 | -      | -      |
| Landgraaf        | 1 / 25 | -      | -      |
| Lelystad         | 1 / 35 | -      | -      |
| Leudal           | 0 / 25 | -      | -      |
| Maasgouw         | 0 / 19 | -      | -      |
| Maastricht       | 0 / 39 | -      | -      |
| Middelburg       | 0 / 29 | -      | -      |
| Nijmegen         | 0 / 39 | 0 / 39 | -      |
| Rheden           | 0 / 27 | -      | -      |
| Roermond         | 0 / 31 | -      | -      |
| Rotterdam        | 0 / 45 | -      | -      |
| Sittard-Geleen   | 2 / 37 | -      | -      |
| Terneuzen        | 0 / 31 | -      | -      |
| Tilburg          | 1 / 45 | -      | -      |
| Utrecht          | 0 / 45 | -      | -      |
| Veere            | 0 / 19 | -      | -      |
| Vlissingen       | 0 / 27 | -      | -      |
| Zoetermeer       | 0 / 39 | -      | -      |
| Zwolle           | 0 / 39 | -      | -      |

### Elders
De partij heeft ook meegedaan aan de Provinciale Statenverkiezingen in Flevoland en de waterschapsverkiezingen in Zuiderzeeland, maar behaalde hier geen zetels.
| Jaar | Stemmen | %     | Zetels |
| ---- | ------- | ----- | ------ |
| 2015 | 982     | 0,75% | 0 / 41 |
| 2019 | 1.283   | 0,80% | 0 / 41 |

| Jaar | Stemmen | %     | Zetels |
| ---- | ------- | ----- | ------ |
| 2015 | -       | -     | -      |
| 2019 | 5.534   | 3,59% | 0 / 18 |

De naam van de partij stond van 2013 tot 2024 ingeschreven in het register van aanduidingen voor de Tweede Kamerverkiezingen. OPA heeft echter nooit aan deze verkiezingen deelgenomen.